# Gesnouinia
Gesnouinia es un género botánico con  especies de plantas de flores perteneciente a la familia Urticaceae.

## Especies seleccionadas
- Gesnouinia arborea
- Gesnouinia boehmerioides
- Gesnouinia filamentosa